# Станично-Луганский заповедник
Станично-Луганское отделение или Придонцовская пойма (укр. Станично-Луганське відділення) — отделение Луганского природного заповедника, расположенное западнее села Песчаное на территории Счастьенского района (Луганская область, Украина).
Основная задача отделения охрана природных комплексов поймы реки Северский Донец.
Площадь — 494 га.
В связи с боевыми действиями в регионе Станично-Луганское отделение — один из природоохранных объектов в Луганской области, пострадавших в значительной мере.

## Местоположение
Заповедник находится в Северско-Донецком физико-географическом районе. Расположен на высоте до 50 метров.

## Почва
Почти вся площадь заповедника покрыта чернозёмом, хотя на его части встречаются песчаные дюны.

## Гидросфера
На территории заповедника находятся озёра Солдатское с площадью 2 гектара и Красненькое с площадью 0.8 гектар и озёро Песчаное с площадью 7,6 гектар. Реки и озёра восполняются из атмосферных осадков и грунтовых вод.

## Климат
Климат заповедника континентальный, засушливый. Средние температуры в заповеднике составляет летом — +21 °C, а зимой — 24-30 ° С с малым количеством снега.

## Флора
Флора заповедника состоит из 745 видов сосудистых растений, 131 видов зелёных водорослей. Есть 266 видов грибов. Здесь находятся под охраной 10 видов растений, которые занесены в Красную книгу Украины. Среди них тысячелистник мелкоцветковый, житняк Лавренко, воловик Попова, ясменник пахучий, гвоздика растопыренная, льнянка сладкая, житняк донской и так далее. С 1970-х ведутся ботанические исследования.

## Фауна

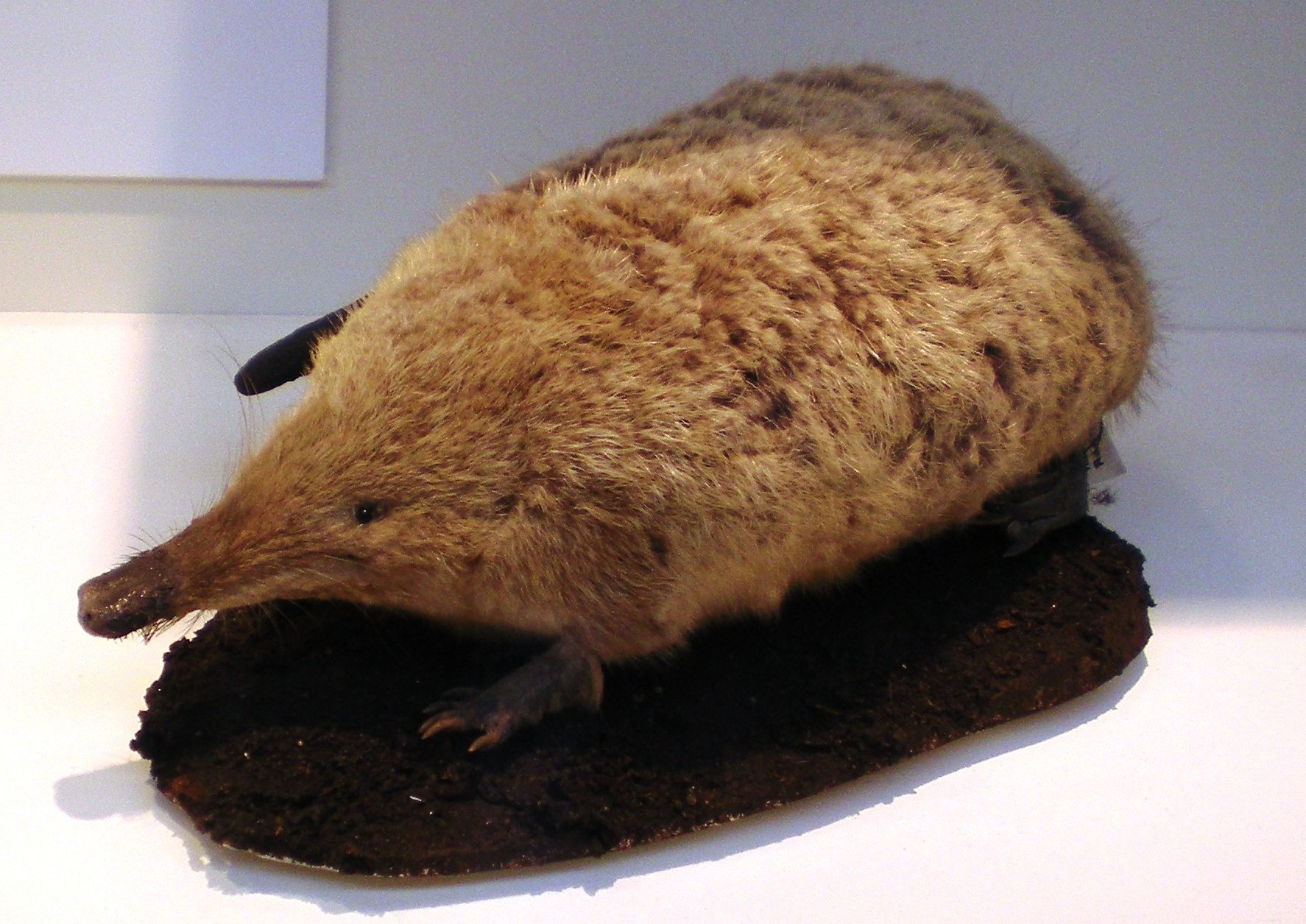
Выхухоль

В заповеднике животный мир состоит из 49 видов млекопитающих, 169 видов птиц, 6 видов пресмыкающихся, 5 видов земноводных, 29 видов рыб. Многие занесены в Красную книгу Украины, такие как выхухоль. 